# Умершие в мае 1997 года
Это список известных людей, соответствующих установленным критериям значимости (см. Википедия:Критерии значимости персоналий), умерших в мае 1997 года.
Причина смерти указывается лишь в исключительных случаях (убийство, самоубийство, гибель в результате военных действий, смертная казнь, ДТП или несчастные случаи). В остальных случаях — не указывается.
- 2 мая — Александр Фуковский (76) — полковник Советской Армии, участник Великой Отечественной войны, Герой Советского Союза.
- 2 мая — Паулу Фрейре (75) — бразильский психолог-педагог, теоретик педагогики.
- 2 мая — Джон Эклс (94) — австралийский нейрофизиолог, лауреат Нобелевской премии по физиологии и медицине (1963).
- 3 мая — Шая Боксар (75) — советский инженер-электромеханик, специалист в области управления и эксплуатации боевых ракетных комплексов стратегического назначения.
- 3 мая — Александр Коренцов (83) — график, живописец.
- 3 мая — Николай Леонов (78) — участник Великой Отечественной войны, Герой Советского Союза.
- 4 мая — Олег Бишарев — литературовед и литературный критик. Есениновед.
- 5 мая — Агнесса Подмазенко — советская военнослужащая-врач, гражданская (фронтовая) жена генерала А. А. Власова.
- 5 мая — Николай Сергиенко (73) — участник Великой Отечественной войны, Герой Советского Союза.
- 5 мая — Алексис Хургинас (84) — литовский поэт и переводчик; заслуженный деятель культуры Литовской ССР.
- 7 мая — Борис Золотухин (75) — майор Советской Армии, участник Великой Отечественной войны, Герой Советского Союза.
- 7 мая — Никита Русин (82) — участник Великой Отечественной войны, Герой Советского Союза.
- 8 мая — Нунцио Провенцано (74) — американской профсоюзный лидер, член мафиозной Семьи Дженовезе.
- 9 мая — Пётр Денисов (83) — Полный кавалер Ордена Славы.
- 9 мая — Николай Злобин (65) — строитель, получил известность в советское время как инициатор метода бригадного подряда в жилищном строительстве; рак мозга.
- 9 мая — Арутюн Мелетян (71) — участник Великой Отечественной войны, Герой Советского Союза.
- 9 мая — Марко Феррери (68) — итальянский режиссёр, актёр, сценарист; сердечный приступ.
- 10 мая — Иван Епифанов (74) — участник Великой Отечественной войны, Герой Советского Союза.
- 12 мая — Михаил Гуторов (77) — участник Великой Отечественной войны, Герой Советского Союза.
- 12 мая — Валентин Ерошкин (72) — участник Великой Отечественной войны, Герой Советского Союза.
- 13 мая — Пётр Абовин-Егидес (79) — советский российский общественный деятель, диссидент, философ, социалист.
- 13 мая — Фахрази Галеев (85) — участник Великой Отечественной войны, Герой Советского Союза.
- 15 мая — Алексей Петров (71) — Полный кавалер Ордена Славы.
- 16 мая — Таисия Бурцева (73) — оперная певица.
- 16 мая — Сона Мурадова (82) — туркменская советская актриса театра и кино. Народная артистка СССР.
- 17 мая — Виктор Петров (71) — Герой Советского Союза.
- 17 мая — Азим Рахимов (72) — Герой Советского Союза.
- 18 мая — Михаил Аникушин (79) — советский и российский скульптор.
- 19 мая — Иван Бердинский (78) — Герой Советского Союза.
- 21 мая — Джозеф Натаниэль Франс (89) — сент-китс и невисский политик, Командор Ордена Британской империи.
- 22 мая — Станислав Свяневич (97) — польский учёный, профессор экономики, юрист, писатель и советолог.
- 23 мая — Михаил Сорокин (72) — Герой Советского Союза.
- 24 мая — Михаил Сурошников (81) — Герой Советского Союза.
- 25 мая — Николай Гуров (74) — Герой Советского Союза.
- 26 мая — Анатолий Кайда (80) — Герой Советского Союза.
- 27 мая — Иван Севриков (80) — Герой Советского Союза.
- 28 мая — Иван Зайцев (74) — Герой Советского Союза.
- 29 мая - Джефф Бакли (30) - культовый американский музыкант, мультиинструменталист.
- 28 мая — Татьяна Сумарокова (74) — лётчица, участница Великой Отечественной войны, была штурманом экипажа, штурманом звена, штурманом эскадрильи 46-го гвардейского ночного бомбардировочного авиационного полка, Герой России, гвардии лейтенант.
- 31 мая — Пётр Ананьев (81) — Герой Советского Союза.
- 31 мая — Василий Буренко (75) — Герой Советского Союза.
- 31 мая — Виктор Сидельников (68) — украинский педиатр.